# The Critic (filme)

The Critic é um filme de animação em curta-metragem estadunidense de 1963 dirigido e escrito por Ernest Pintoff e Mel Brooks. Venceu o Oscar de melhor curta-metragem de animação na edição de 1964.